# Clare Wood
Clare Jacqueline Wood (Zululand, 8 marzo 1968) è un'ex tennista britannica.

## Carriera
Ha iniziato a giocare da professionista nel 1984. Nel corso della sua carriera ha raggiunto, nel ranking del singolare, la posizione #77 al mondo e nel doppio la posizione #56. Ha vinto un torneo WTA nel doppio al Wellington Classic. Nell'ambito di un Grande Slam, il suo risultato migliore è stato agli Australian Open 1991 (singolare), dove ha raggiunto il terzo turno, e al Torneo di Wimbledon 1995 - Doppio misto, dove è giunta ai quarti di finale con Mark Petchey.
Ha partecipato a 28 gare di singolare e 24 di doppio per quanto riguarda la Fed Cup.
Ha preso parte alle Olimpiadi nel 1988, 1992 e 1996, in tutti e tre i casi nel torneo di doppio femminile. Nel 1996 è giunta ai quarti di finale in coppia con la connazionale Valda Lake.
Dopo il ritiro dai campi avvenuto nel 1997, non ha abbandonato il mondo del tennis in quanto è diventata arbitro assistente a Wimbledon dal 2002. Nel 2004 ha lavorato sempre come arbitro assistente alle Olimpiadi di Atene.